# Kaltenhaus (Fraktion, Gemeinde Matrei in Osttirol)
Kaltenhaus ist eine Fraktion (Ortschaft) der Gemeinde Matrei in Osttirol. Die Fraktion besteht aus der Rotte Kaltenhaus den Weilern Stein und Lublass sowie weiteren Häusern in Streulage. Die Fraktion im Norden des Matreier Talkessels wurde am 1. Jänner 2024 von 102 Menschen bewohnt.

## Geographie
Der Großteil der Gebäude von Kaltenhaus liegt nördlich des Matreier Marktes zwischen der Felbertauernstraße im Nordosten und dem Tauernbach im Westen verstreut. Die Ortschaft wird dabei durch eine Straße erschlossen, die vom Markt am Schloss Weißenstein vorbeiführt und bis über den Tauernbach zur Fraktion Prossegg reicht. Des Weiteren gehören mehrere Gebäude zu Kaltenhaus, die direkt an der Felbertauernstraße liegen, unter ihnen die Hofestelle Lublasser mit dem gleichnamigen Gasthaus und das benachbarte  Felbertauernstüberl. Hoch über der Felbertauernstraße und dem Tauernbach liegen zudem die Höfe Heinzer, Krister und Bichler, die gemeinsam den Weiler Stein bilden. Stein ist mit einer Siedlungshöhe bis 1.388 Meter der höchste besiedelte Ort der Fraktion Kaltenhaus. Kaltenhaus ist Teil der Katastralgemeinde Matrei in Osttirol Land.
Im Gebiet der Ortschaft liegt auch die Sudetendeutsche Hütte in 2.650 Metern.

## Besiedelung und Bevölkerung
Kaltenhaus und Stein war in früherer Zeit wesentlich dichter mit Bauernhöfen besiedelt als heute. So gab es im Jahr 1881 elf Hofstellen in der Fraktion. Dies waren die Höfe Heinzer, Krister, Bichler, Lublasser, Lagner, Hasler, Kranebitter, Hinterau, Wirtler, Spiegelburger und Mair, wobei alleine am Bichlerhof 44 Personen lebten. Bei der Volkszählung 1869 lebten noch 129 Menschen in Stein (und Kaltenhaus), wobei 16 Häuser gezählt wurden. Bei der Volkszählung 1890 war die Zahl der Einwohner von Kaltenhaus und Stein bereits auf 108 Personen gesunken, wobei 73 Menschen in Kaltenhaus lebten und 35 in Stein. Von den 12 erhobenen Häusern bestanden neun in Kaltenhaus und drei in Stein. Der Bevölkerungsrückgang setzte sich auch im 20. Jahrhundert fort, wobei 1951 nur noch 85 Menschen in Kaltenhaus und Stein lebten. Von den 85 Menschen lebten 22 in Stein und 15 am Lublasser Hof. Erst danach begann die Bevölkerung wieder zu wachsen, insbesondere durch die Neubauten im Talboden.